# Nixa
Ne doit pas être confondu avec Nixa Records.
Nixa est une ville de 20 195 habitants située dans le comté de Christian, dans le Missouri.